# Ярыги
Яры́ги (бел. Ярыгі) — деревня в составе Михеевского сельсовета Дрибинского района Могилёвской области Республики Беларусь.

## Население
- 1999 год — 38 человек
- 2010 год — 36 человек